# Mystacodon
Mystacodon selenensis
Genre
Espèce
Mystacodon est un genre éteint de « vraies baleines » (baleines à fanons), un mysticète primitif à dents ayant vécu au Pérou au début de l'Éocène supérieur (Priabonien), il y a environ 36,4 Ma (millions d'années). C'est le plus ancien des mysticètes, antérieur d'environ 2 millions d'années par rapport au genre Llanocetus.
Ses restes fossiles ont été découverts dans le bassin de Pisco au Pérou.
Une seule espèce est rattachée au genre : Mystacodon selenensis, décrite par Olivier Lambert (d), Manuel Martínez-Cáceres, Giovanni Bianucci, Claudio Di Celma, Rodolfo Salas-Gismondi, Étienne Steurbaut, Mario Urbina et Christian de Muizon en 2017.

## Description et paléobiologie
Un squelette articulé a été découvert, il s'agit d'une forme de transition entre les basilosauridés et les mysticètes primitifs à dents.
Les modifications morphologiques majeures de l'appareil buccal (y compris l'usure dentaire) et des nageoires par rapport aux basilosauridés suggèrent qu'il se nourrissait par succion (aspiration), avec peut-être une alimentation benthique.

## Classification
Les inventeurs du genre en 2017 ont créé une famille monotypique dédiée au genre, les Mystacodontidae.
Une analyse phylogénétique conduite l'année suivante par R. Ewan Fordyce et Felix G. Marx, regroupe en groupe frère Mystacodon avec le genre Llanocetus au sein de la famille des Llanocetidae. Ils ont inclus dans cette famille un autre mysticète non nommé de l'Oligocène de Nouvelle-Zélande. Ces formes primitives sont toutefois plus évoluées qu'un autre mysticète basal à dents : Coronodon de l'Oligocène de Caroline du Sud.